# The Red Summer
The Red Summer é o extended play especial do grupo feminino sul-coreano Red Velvet. Comercializado como um lançamento especial de miniálbum de "verão", foi lançado digitalmente em 9 de julho de 2017 e fisicamente em 10 de julho de 2017 pela SM Entertainment e distribuído pela Genie Music. O EP de 5 faixas é o segundo grande lançamento de Red Velvet focado unicamente em seu conceito "Red", seguindo seu álbum de estreia The Red (2015). Inclui a faixa-título "Red Flavor".

## Antecedentes e promoções
Em 23 de junho de 2017, S.M. Entertainment anunciou que o Red Velvet estaria lançando um álbum em julho para um retorno de verão (o primeiro para o girl group) e que havia acabado recentemente de filmar o videoclipe. Por volta da meia-noite de 30 de junho, o primeiro conjunto de teasers foi lançado através do site oficial da empresa, no Instagram oficial do grupo e na conta oficial do grupo no Twitter que foi criada no mesmo mês para mais promoções. Mais tarde naquele dia, eles publicaram outro conjunto de teasers que revelou o título do álbum e a lista completa de faixas que inclui a faixa-título, "Red Flavor". Duas das músicas foram escritas pelo produtor sueco Cazzi Opeia. O álbum foi lançado digitalmente em 9 de julho e terá uma versão física em 10 de julho.
O single "Red Flavor" teve um lançamento não convencional e foi realizado ao vivo pelo grupo em um show da SMTOWN em Seul, em 8 de julho, antes do lançamento digital da música, juntamente com o seu videoclipe um dia depois. Horas após o lançamento em 9 de julho, o grupo teve sua primeira performance no Inkigayo, onde também perfomaram "You Better Know".

## Videoclipe
"Red Flavor" foi lançado como faixa-título em conjunto com o EP em 9 de julho. Produzido por Caesar & Loui, a música é descrita como uma energética música de verão de dança up-tempo. O videoclipe de "Red Flavor" foi lançado 1 hora da manhã KST no mesmo dia, e atingiu 1 milhão de visualizações em 4:34 da manhã KST, 3 horas e 34 minutos depois de seu lançamento. A faixa-título também chegou ao topo de vários gráficos de música coreanos como Melon, Genie, Naver Music, Bugs, Olleh Music, Soribada e Monkey3.

## Lista de faixas
※ Faixas em negrito identificam os singles do álbum.
| N.º            | Título            | Letras                                   | Música                                     | Arranjo                                | Duração |  |
| 1.             | "Red Flavor"      | Kenzie Yeri                              | Daniel Caesar Ludwig Lindell               | Caesar & Loui                          | 3:11    |  |
| 2.             | "You Better Know" | Lee Seu-ran (Jam Factory) JQ Choi Ji-hye | Becky Jerams Pontus Persson Kanata Okajima | Pontus Persson                         | 4:10    |  |
| 3.             | "Zoo"             | Lee Seu-ran                              | LDN Noise Courtney Woolsey Alice Penrose   | LDN Noise                              | 3:24    |  |
| 4.             | "Mojito"          | JQ Hyun Ji-won                           | Johannes Josh Jorgensen Lars Halvor Jensen | Johannes Joergensen Lars Halvor Jensen | 3:04    |  |
| 5.             | "Hear The Sea"    | Hwang Hyun (MonoTree)                    | Hwang Hyun (MonoTree)                      | Hwang Hyun (MonoTree)                  | 3:22    |  |
| Duração total: | Duração total:    | Duração total:                           | Duração total:                             | Duração total:                         | 17:11   |  |

## Desempenho nas tabelas musicais
| Tabela musical                          | Melhor posição |
| --------------------------------------- | -------------- |
| Coreia do Sul (Gaon Album Chart)        | 1              |
| Estados Unidos (US Heartseekers Albums) | 8              |
| Estados Unidos (US Independent Albums)  | 25             |
| Japão (Oricon Album Chart)              | 27             |
| Mundo (World Albums)                    | 1              |
| Taiwan (Five Music)                     | 1              |

## Histórico de lançamento
| Região        | Data                | Formato          | Gravadora(s)                   |
| ------------- | ------------------- | ---------------- | ------------------------------ |
| Coreia do Sul | 9 de julho de 2017  | Download digital | S.M. Entertainment Genie Music |
| Mundo         | 9 de julho de 2017  | Download digital | S.M. Entertainment             |
| Coreia do Sul | 10 de julho de 2017 | CD               | S.M. Entertainment Genie Music |